# كلايتون (نيومكسيكو)
كلايتون (بالإنجليزية: Clayton, New Mexico)‏ هي بلدة أمريكية تقع في الولايات المتحدة في مقاطعة يونيون، نيومكسيكو. يقدر عدد سكانها بـ 2,980 نسمة ومساحتها 12.2 كم2 وترتفع عن سطح البحر 1,541 متر.

## معرض صور

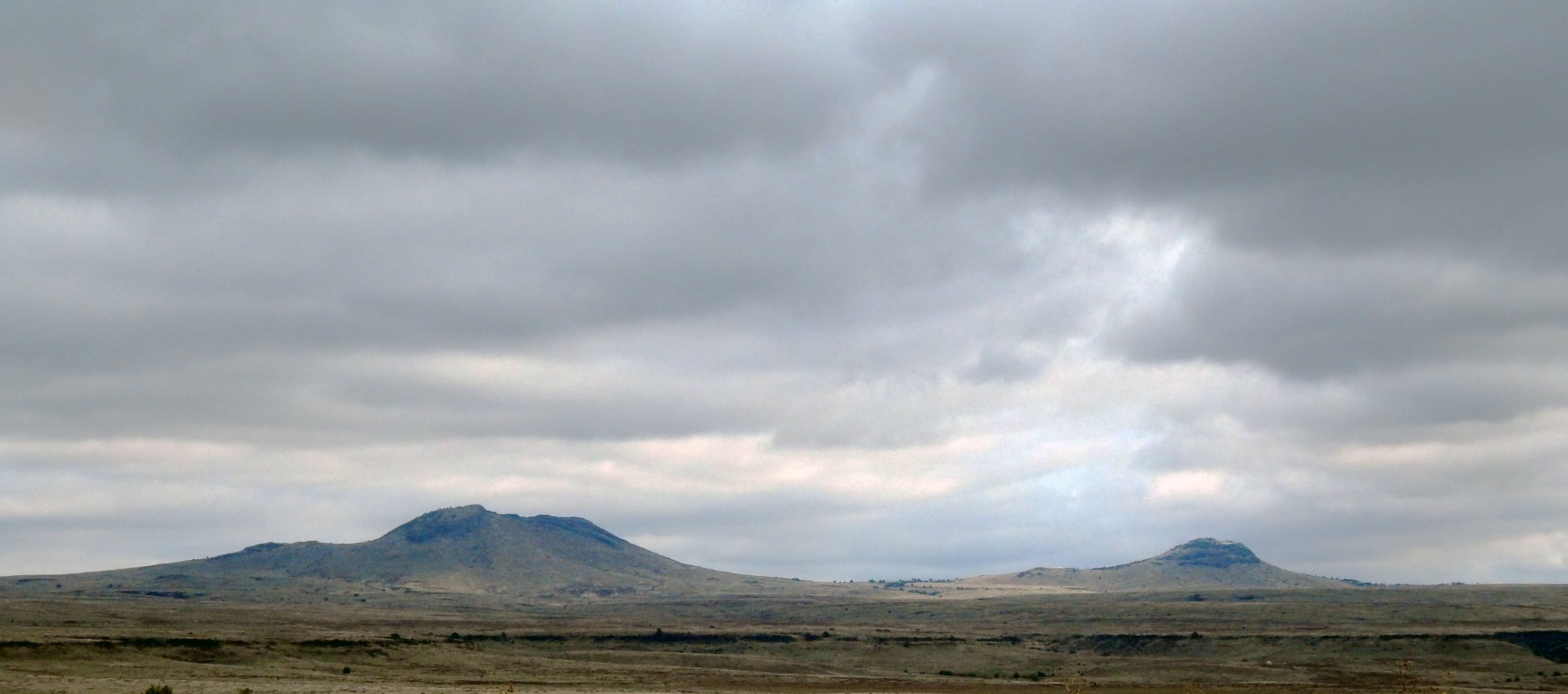
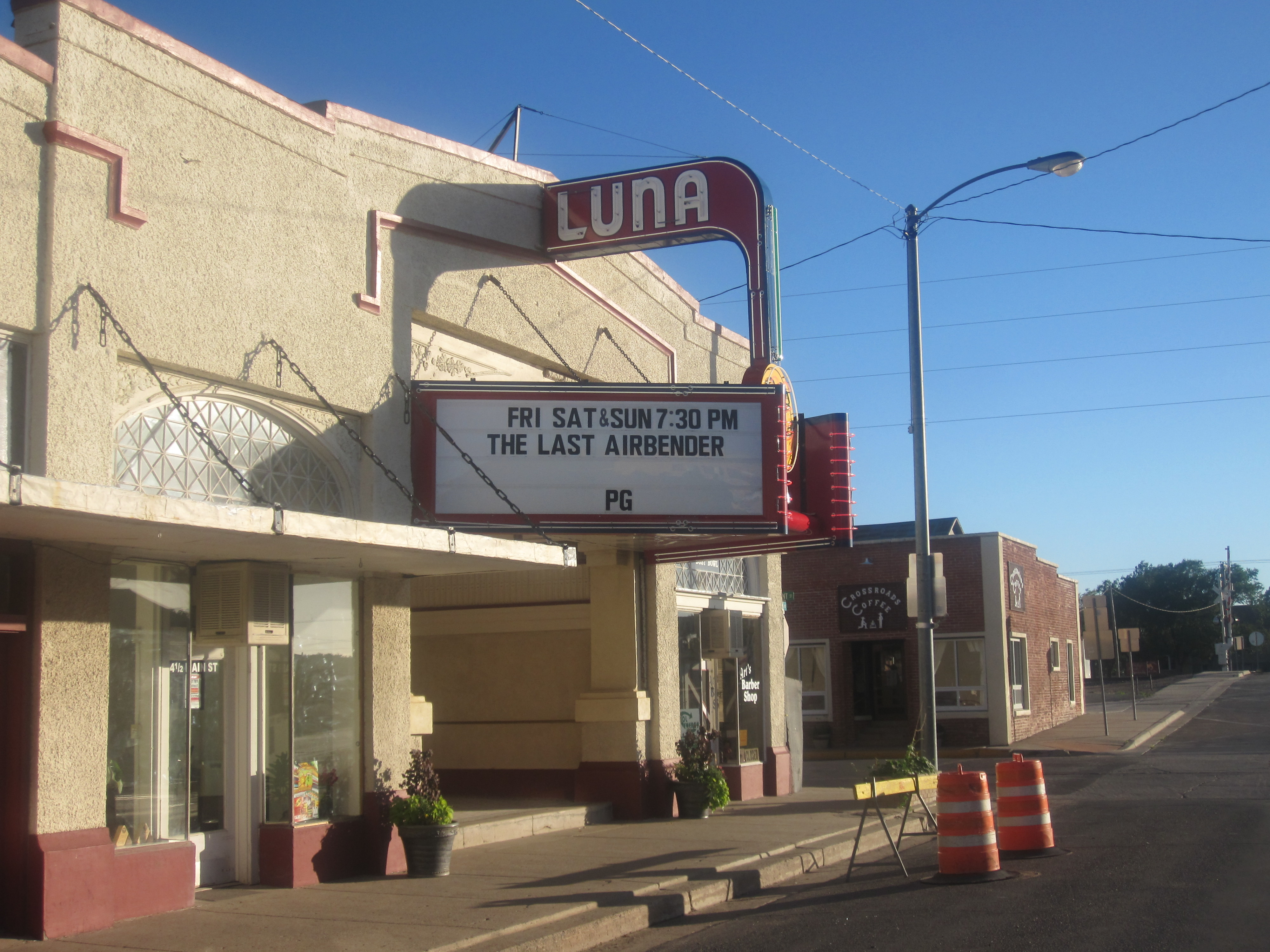
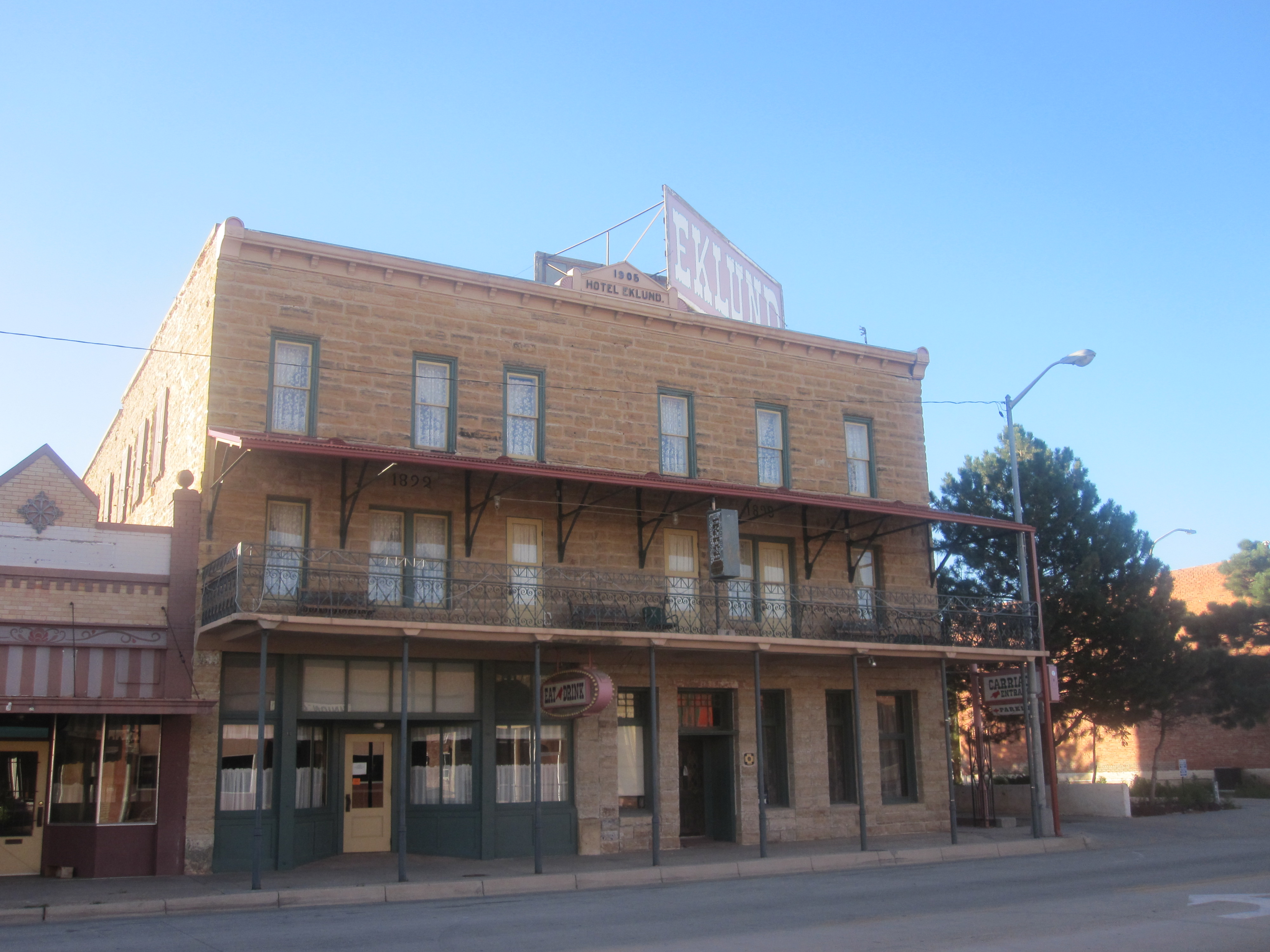

## أعلام
- فيكتور هنري أندرسون